# Стрейд, Роми
Роми Стрейд (нидерл. Romee Strijd; родилась 19 июля 1995, Зутермер) — нидерландская топ-модель. С апреля 2015 года одна из «ангелов» компании Victoria’s Secret.
Стрейд родилась и выросла в пригороде Гааги. Начала работать моделью в 2009 году. В 2010 году переехала в Нью-Йорк. В 2011 году подписала профессиональный контракт с модельным агентством DNA Model Management. Дебютировала на большом подиуме в 2011 году на показе Christopher Kane в Нью-Йорке.
В различное время принимала участие в показах: Jeremy Scott, DSquared2, Isabel Marant, H&M, Victoria's Secret, Phillip Lim, Vera Wang, Alexander McQueen, Burberry, Loewe, Balmain, Cacharel, Céline, Christopher Kane, Giambattista Valli, Hakaan, Isabel Marant, Jil Sander, Louis Vuitton, Nina Ricci, Prada, Roland Mouret, Yves Saint Laurent, Chalayan, Donna Karan, Edun, Giles, J. Mendel, Kenzo, Marchesa, Michael Kors, Milly, Pedro Lourenco, Peter Som, Prabal Gurung, Rag & Bone, Rochas, Chloé, Vera Wang и другие.
В 2014 и 2015 годах была приглашена на итоговый показ компании Victoria’s Secret. С 2015 года является «ангелом» Victoria’s Secret.

## Личная жизнь
С 2010 года встречается с Лоренсом ван Лиувеном, сыном нидерландского телеведущего, Берта ван Лиувена. По данным Vogue Нидерланды, пара тайно поженилась осенью 2018 года. 28 мая 2020 года стало известно, что пара ожидает первенца. Обручились в январе 2022 года в Швейцарии. 2 декабря 2020 года у пары родилась дочь Минт ван Лиувен. 11 ноября 2022 года родилась вторая дочь Джун ван Лиувен.